# Ровенский, Василий Григорьевич
Василий Григорьевич Ровенский (1906—1995) — участник Великой Отечественной войны, заместитель командира батальона по политической части 212-го стрелкового полка 49-й стрелковой дивизии 33-й армии 1-го Белорусского фронта, старший лейтенант. Герой Советского Союза (1945).

## Биография
Родился 25 декабря 1906 года в городе Минеральные Воды ныне Ставропольского края в семье рабочего. Русский.
Учился в начальной школе на хуторе Куринка недалеко от станции Хадыженская. В 1916 году при разборке капсюлей, используемых для подрыва горных пород на строительстве железной дороги — произошёл взрыв. Василий получил осколочные ранения в грудь и глаза. Около года пролежал в железнодорожной больнице города Туапсе.

### До Великой Отечественной войны
После революции и Гражданской войны Василий до 1925 года батрачил у кулаков. В 1925 году вместе с семьёй переехал на станцию Хадыженскую Северо-Кавказской железной дороги, где работал сезонным ремонтным рабочим на железной дороге. Остальное время года работал в леспромхозе и на лесопильном заводе. В 1927 году работал на прокладке нефтепровода Грозный—Туапсе.
В Красной Армии — с 1928 года. Служил в 12-м кавалерийском полку Блиновской кавалерийской дивизии, который находился в городе Новочеркасске. Был зачислен в школу младших командиров. В феврале 1929 года из-за плохого зрения был комиссован. В апреле 1929 года Ровенский вступил в партию и был назначен заведующим избой-читальней в селе Ким, а также секретарём местной партийной организации.
В мае 1930 года Ровенского послали в город Майкоп на двухмесячные курсы пропагандистов. После их окончания РК ВКП(б) направил его на работу в контору инженерно-технических сооружений нефтепровода «Туха-Краснодар». Там он был избран секретарём партийной организации, работал старшим рабочим. В январе 1932 года Ровенский был переведён в аппарат Апшеронского РК ВЛКСМ. Пленум РК избрал его членом бюро районного комитета ВЛКСМ и утвердил культпромом комитета.
В 1933 году Ровенский был направлен в Северо-Кавказский край, в Верхнедонской район (ныне Ростовской области) — помощником начальника политотдела по комсомолу. 5 марта 1940 года, после расформирования политотделов, Ровенского избрали вторым секретарём соседнего Мигулинского райкома партии Ростовской области. На этой должности он встретил Великую Отечественную войну.

### В Великую Отечественную войну
К осени 1941 года фашистским войскам удалось занять большую территорию Ростовской области. Ровенский был назначен комиссаром истребительного батальона по борьбе с диверсантами, дезертирами и паникёрами.
В январе 1942 года обком и ЦК утвердили Ровенского начальником политотдела Шумилинского совхоза Верхнедонского района, где он руководил эвакуацией всего хозяйства внутрь страны. Люди, скот и техника двинулись своим ходом в Казахстан, в село Казачка Дергачёвского района. Сам же Ровенский остался в совхозе. В июле 1942 года немцами остались незанятыми только часть Верхнедонского и Вёшенского районов Ростовской области. В декабре 1942 года началось освобождение Ростовской области.
В конце июня 1943 года Ровенский стал работать в сельскохозяйственном отделе Ростовского обкома в качестве инструктора. Через месяц его призвали в Красную Армию. Военный путь Ровенского начался с Карповского военно-политического училища. Там он проучился до апреля 1944 года. После окончания училища Ровенскому было присвоено звание старшего лейтенанта, и он был направлен сначала в город Муром, а затем в распоряжение политуправления Западного фронта.
Участвовал в операции «Багратион». В бой батальон замполита Ровенского был введен при форсировании реки Березина и с боями начал продвигаться вперед. В ночь на 6 июля 1944 года полк совершил ночной ускоренный марш и утром занял оборону в совхозе Апчак у шоссе Минск—Москва, завершив кольцо окружения немецкой группировки под Минском. При попытке прорыва немцев из окружения Ровенский был ранен в руку и отправлен в госпиталь. В свой полк из госпиталя вернулся в конце августа 1944 года и был назначен заместителем командира по политчасти 1-го стрелкового батальона. Полк в это время находился на границе с Восточной Пруссией.
Участвовал в освобождении Польши. Воевал на Пулавском плацдарме на реке Висле. За обеспечение прорыва глубоко эшелонированной обороны немцев западнее реки Висла на Пулавском плацдарме все солдаты и офицеры батальона были представлены командованием полка к награждению орденами и медалями, а 15 человек, в том числе и старший лейтенант В. Г. Ровенский — к званию Героя Советского Союза.
С боями Ровенский со своим батальоном прошёл всю Польшу. 7 февраля 1944 года батальон занял оборону на Одерской дамбе у Фюрстенберга, южнее Франкфурта-на-Одере. После начала артподготовки батальон замполита Ровенского пошёл в наступление и штурмом овладел 1-й и 2-й траншеей и развернулся для захвата последующих линий обороны. Преодолевая сложную систему обороны противника, 212-й стрелковый полк вышел к Зееловским высотам, которые штурмом взяла 8-я гвардейская армия.
9 мая 1945 года, День Победы, полк Ровенского встретил в районе города Фридмина. Вскоре он был переброшен к Эльбе, где Ровенский встретился с американцами. После расформирования 33-й армии Ровенский был назначен помощником военного коменданта города и района Веймар по сельскому хозяйству. Вскоре его утвердили заместителем начальника по политчасти армейского госпиталя, преобразованного впоследствии в Военный Окружной госпиталь.

### После Великой Отечественной войны
В апреле 1947 года капитан В. Г. Ровенский демобилизовался. Отборочная комиссия ЦК КПСС отобрала Ровенского на работу заместителем директора Азовской МТС по политчасти и направила его на родину, в распоряжение Ростовского обкома партии.
С сентября 1949 по 1951 годы Ровенский был слушателем областной партийной школы. В эти же годы он поступил экстерном в Ростовский пединститут, который успешно закончил в 1951 году, получив диплом преподавателя истории средней школы.
После окончания партшколы работал секретарём парткома оптико-механического завода; в декабре 1951 года его избрали вторым секретарём Азовского райкома КПСС, а с 25 декабря 1953 года — председателем Азовского райисполкома. На этой должности он проработал 9 лет, до ухода на пенсию. За этот период 5—раз избирался в Ростовский областной совет депутатов трудящихся.
В 1962 году В. Г. Ровенскому была назначена персональная пенсия союзного значения, и он перешёл на работу заведующим городским отделом социального обеспечения города Азова. В 1969 году перешёл на работу начальником городского бюро технической инвентаризации.
В 1971 году переехал в Сочи. Там он работал по общественной линии начальником городского штаба походов по местам революционной и боевой славы советского народа. С 1982 года — заместитель председателя районного Совета ветеранов, член РК партии, член комитета содействия генералов и офицеров при горвоенкомате, где являлся заместителем председателя комиссии по работе с допризывной и призывной молодежью.
Умер 25 апреля 1995 года. С воинскими почестями был похоронен в Сочи на Центральном кладбище.

## Награды
- Указом Президиума Верховного Совета СССР от 27 февраля 1945 года старшему лейтенанту Василию Григорьевичу Ровенскому было присвоено звание Героя Советского Союза с вручением ордена Ленина и медали «Золотая Звезда» (№ 5599).
- Награждён двумя орденами Отечественной войны 1-й степени (1945, 1985), орденом «Знак Почёта» (1957), медалями «За освобождение Варшавы», «За взятие Берлина», «За победу над Германией», а также другими трудовыми и юбилейными медалями.

## Память

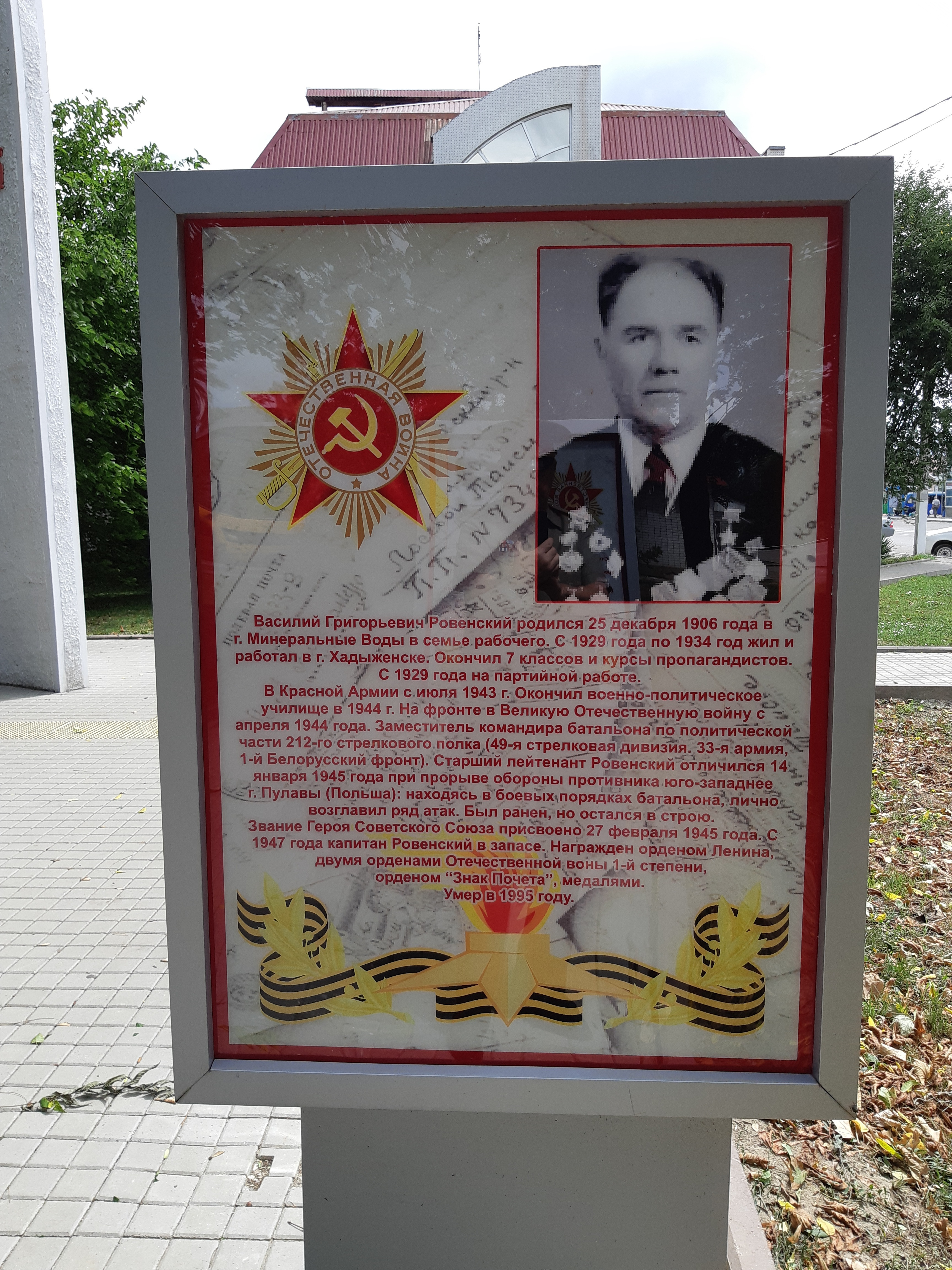
Ровенский Василий Григорьевич Герой Советского Союза

- Имя Героя высечено золотыми буквами в зале Славы Центрального музея Великой Отечественной войны в Парке Победы города Москвы.
- В Апшеронске на Аллее Славы установлен памятный знак Герою.
- На могиле сочинского кладбища установлен памятник Герою
- Лицей №22 города Сочи носит имя Героя